# ISCH-2715
Der ISCH-2715 (russisch ИЖ-2715) ist ein Kleintransporter-Modell, das von 1972 bis 1997 von den Ischmasch-Werken hergestellt wurde.

## Geschichte
Nach der Gründung der IschMasch-Werke im Jahre 1965 waren die erste Produkte im Jahr darauf der Moskwitsch-408 und der Moskwitsch-412. Beide waren jeweils nur ein Jahr in Produktion und fanden in der Region um Ischewsk nur spärlichen Absatz. 1968 wurde dann die Mittelklasse-Limousine Moskwitsch-408 aufgelegt, welche bis in den Sommer 1973 produziert wurde. Auf Grund des hohen Preises waren für die meisten Bürger die PKWs immer noch unerschwinglich. So entschloss sich das Unternehmen, die Produktion vorerst auf billigere und nützlichere Fahrzeuge umzustellen. So wurde schließlich 1973 der ISCH-2715 als erstes Modell der neuen Marke auf den Markt gebracht. Dieser war lediglich ein Kastenwagen und für die mittelständischen Betriebe gedacht. 1974 folgte die Pick-up-Version mit dem Namen ISCH-27151, die sowohl die Betriebe als auch Privatkunden ansprechen sollte. Ende des Jahres wurde das Modell dann auch als Stufenhecklimousine unter dem Namen ISCH-27156 angeboten. Für Politiker gab es sogar verlängerte Versionen mit bis zu sechs Türen. Basis für die 2715er-Serie war der Moskwitsch-412.
Auf der Leipziger Frühjahrsmesse 1979 wurde als Ish 1500 GR Werkstattwagen eine Ausstattungsvariante mit Werkstattausrüstung einschließlich Werkbank mit großem Schraubstock und Suchscheinwerfer gezeigt.

## Motor
Anfangs wurden UZAM-412-Motoren mit einem Hubraum von 1487 cm³ und einer Leistung von 75 PS verbaut. Da diese Leistung für viele allerdings zu hoch erschien, wurde 1975 der UZAM-412DE (1487 cm³, 67 PS) in das Programm mit aufgenommen.

## Überarbeitungen
1982 war die 2715er-Serie veraltet und die Nachfragen gingen stark zurück. Deshalb wurde die Serie noch im selben Jahr stilistisch überarbeitet. ISCH-2715-01 und der Pick-up ISCH-27151-01 stellten somit die Nutzfahrzeugpalette. Die Stufenhecklimousine jedoch entfiel vorerst. 1988 wurde dann der ISCH-27156 als Staatslimousine für bis zu sechs Personen wieder in das Programm aufgenommen. Kurz darauf nahm IschAwto auch den Export des ISCH-27151 Elite Pick-ups auf. Dabei handelte es sich um eine verlängerte Version des Modells, welche in Panama und Finnland von Exportgesellschaften mit großem Erfolg vertrieben wurden. Eine weitere Version für den Export war der ISCH-27151 Elite 1500, der vor allem für Griechenland und Westeuropa gedacht war. Dieser hatte rechteckige Scheinwerfer, eine verlängerte Ladefläche sowie Begrenzungsleuchten und Block-Blinker auf beiden Fahrzeugseiten. Doch die meisten Abnehmer dieses Modelltyps fanden sich dann doch in der UdSSR.
1995 wurde die Serie erneut überarbeitet, diesmal jedoch technisch. ISCH-2715IE stellte nun wieder den Kastenwagen und der ISCH-27151IE wiederum den Pick-up. Die offiziellen Exportversionen und die Stufenhecklimousine blieben unverändert. Die überarbeiteten Modelle konnten dafür nun schwerere Güter mit bis zu 1,5 Tonnen aufnehmen, anstatt wie vorher nur 450 bis 500 kg. Unterdessen wurden auch viele experimentelle Modelltypen von IschAwto entwickelt wie z. B. Kombis, verglaste Transporter oder gar Krankenwagen. 1997 wurde die Produktion der 2715er-Serie eingestellt.

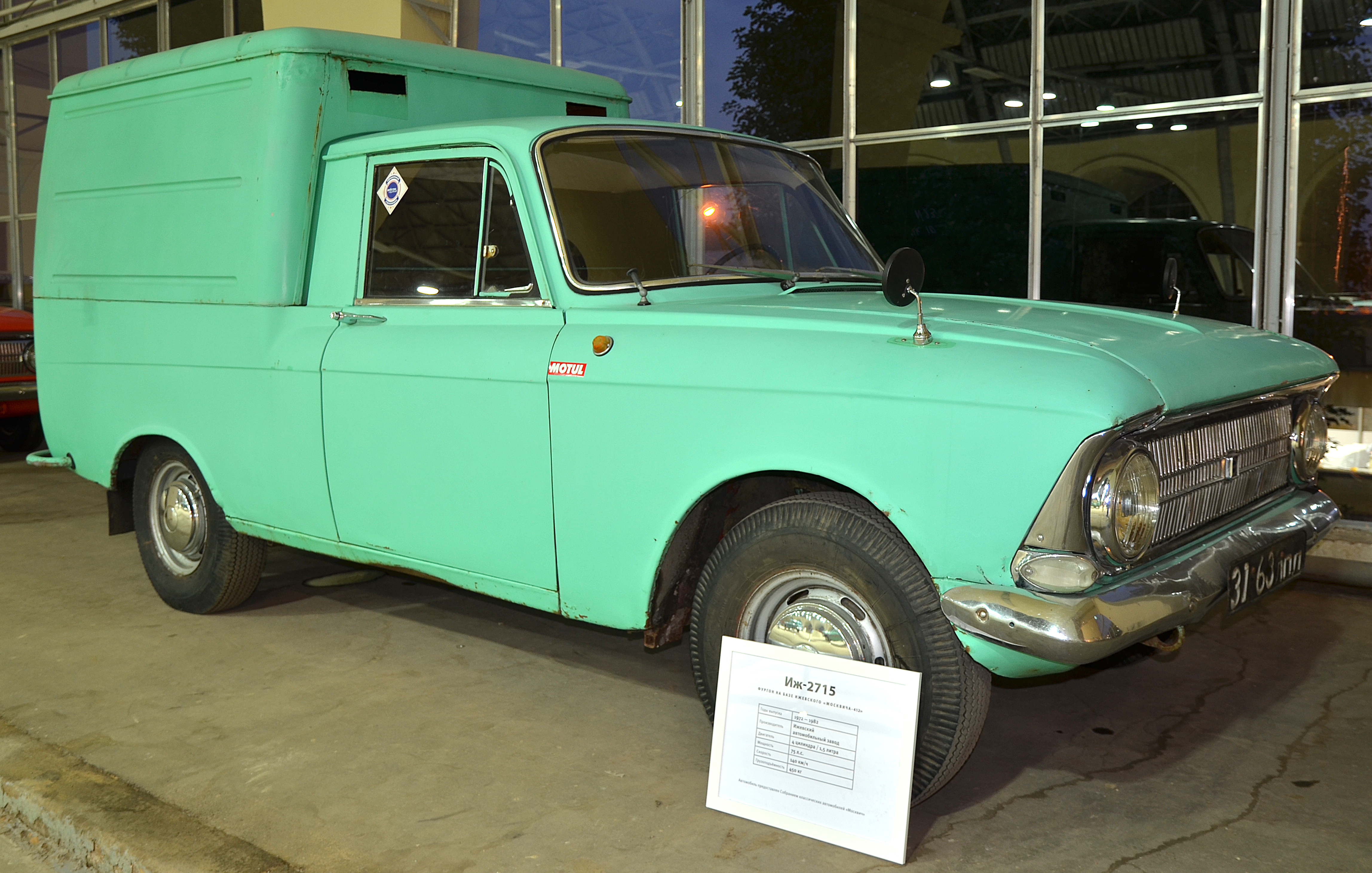
ISCH-2715
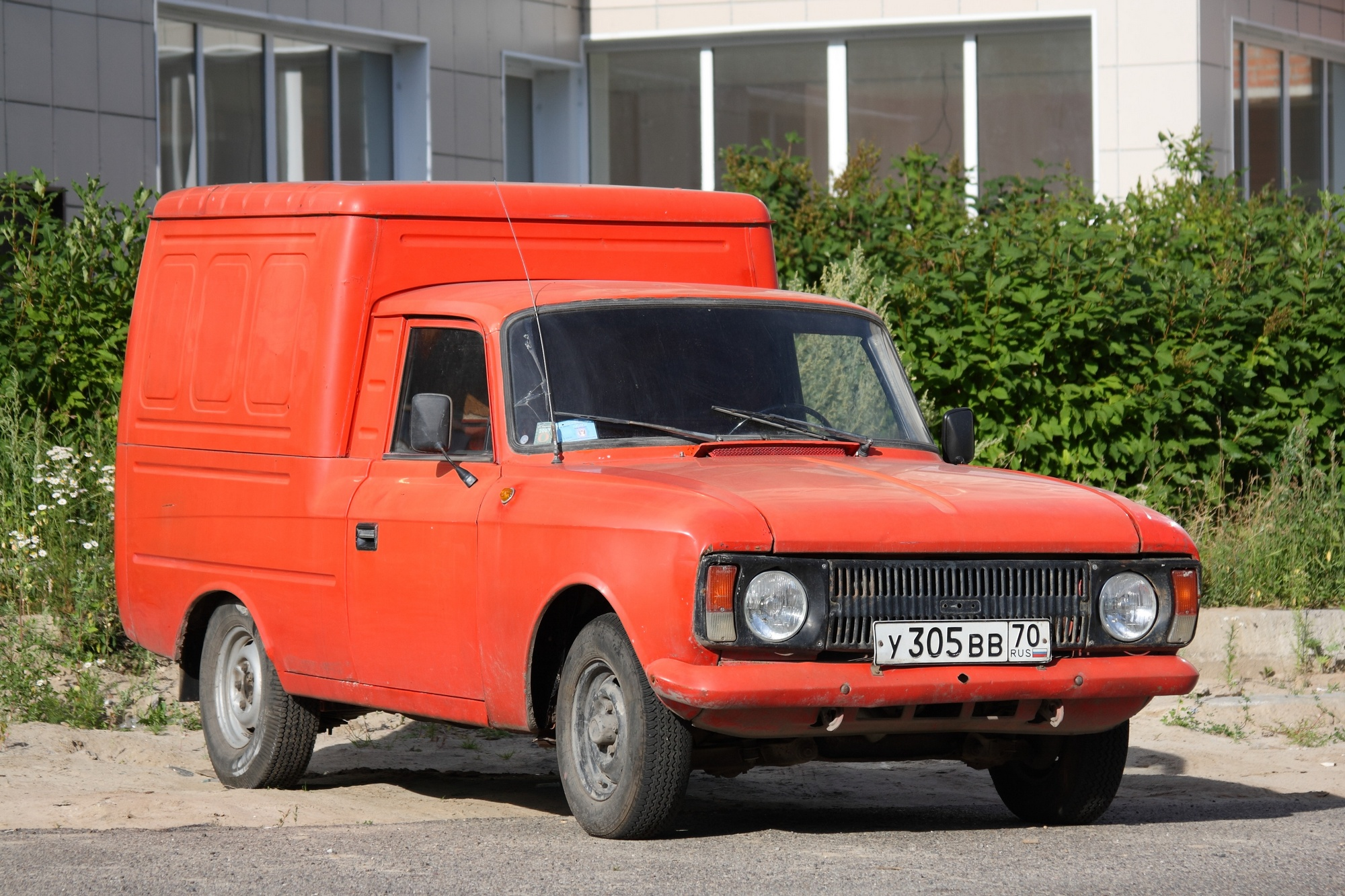
ISCH-2715-01
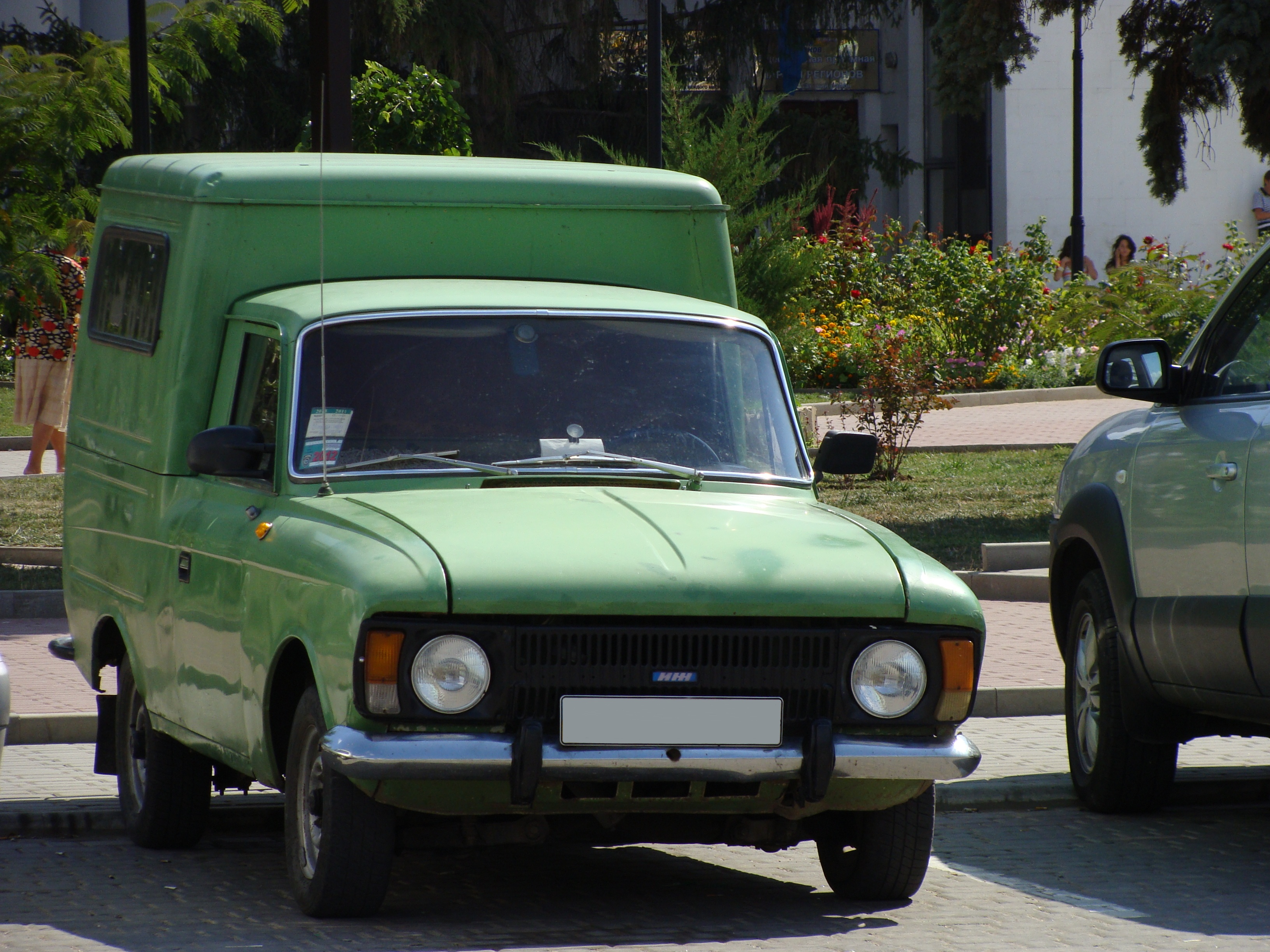
ISCH-2715-01
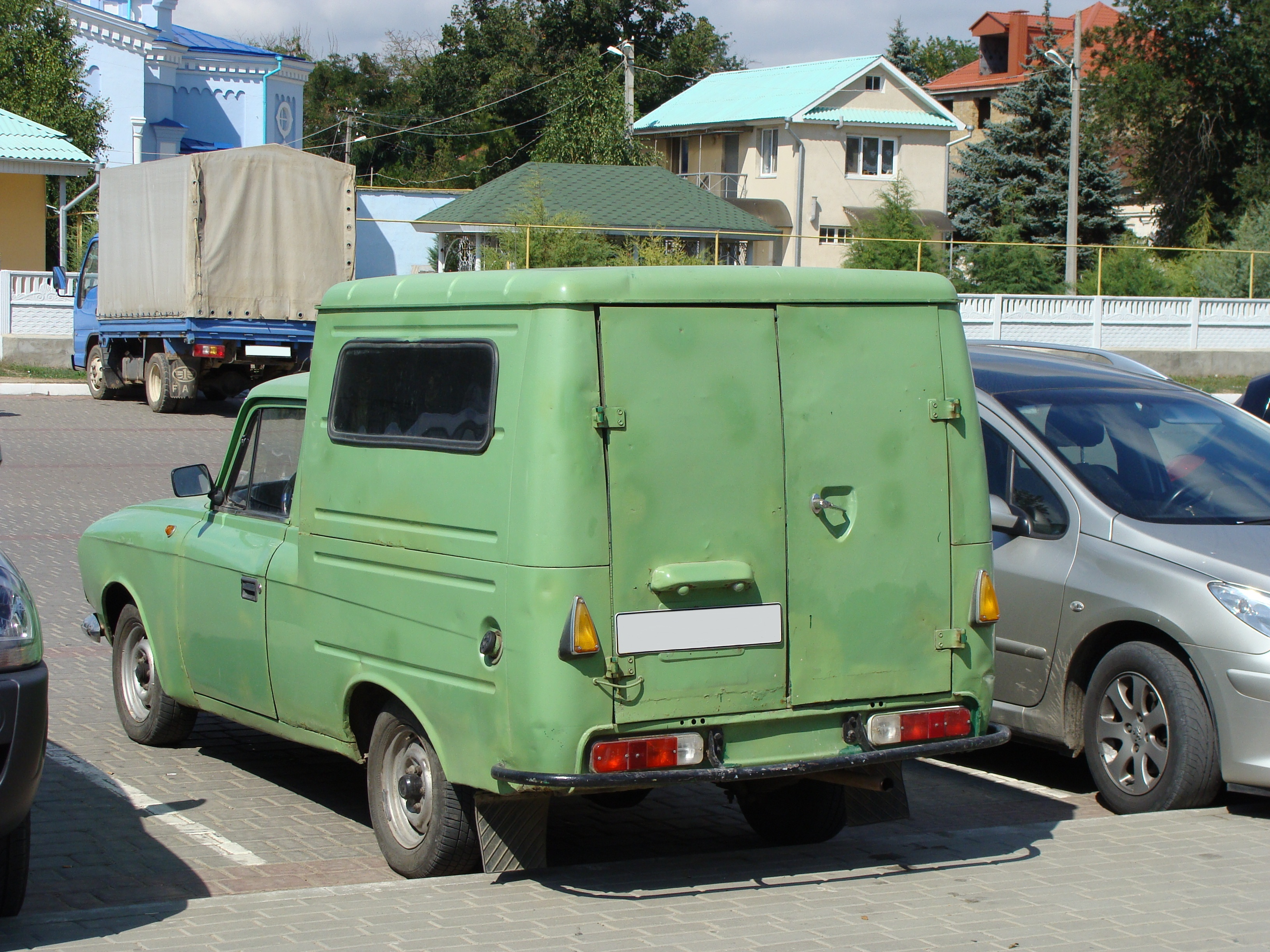
ISCH-2715-01
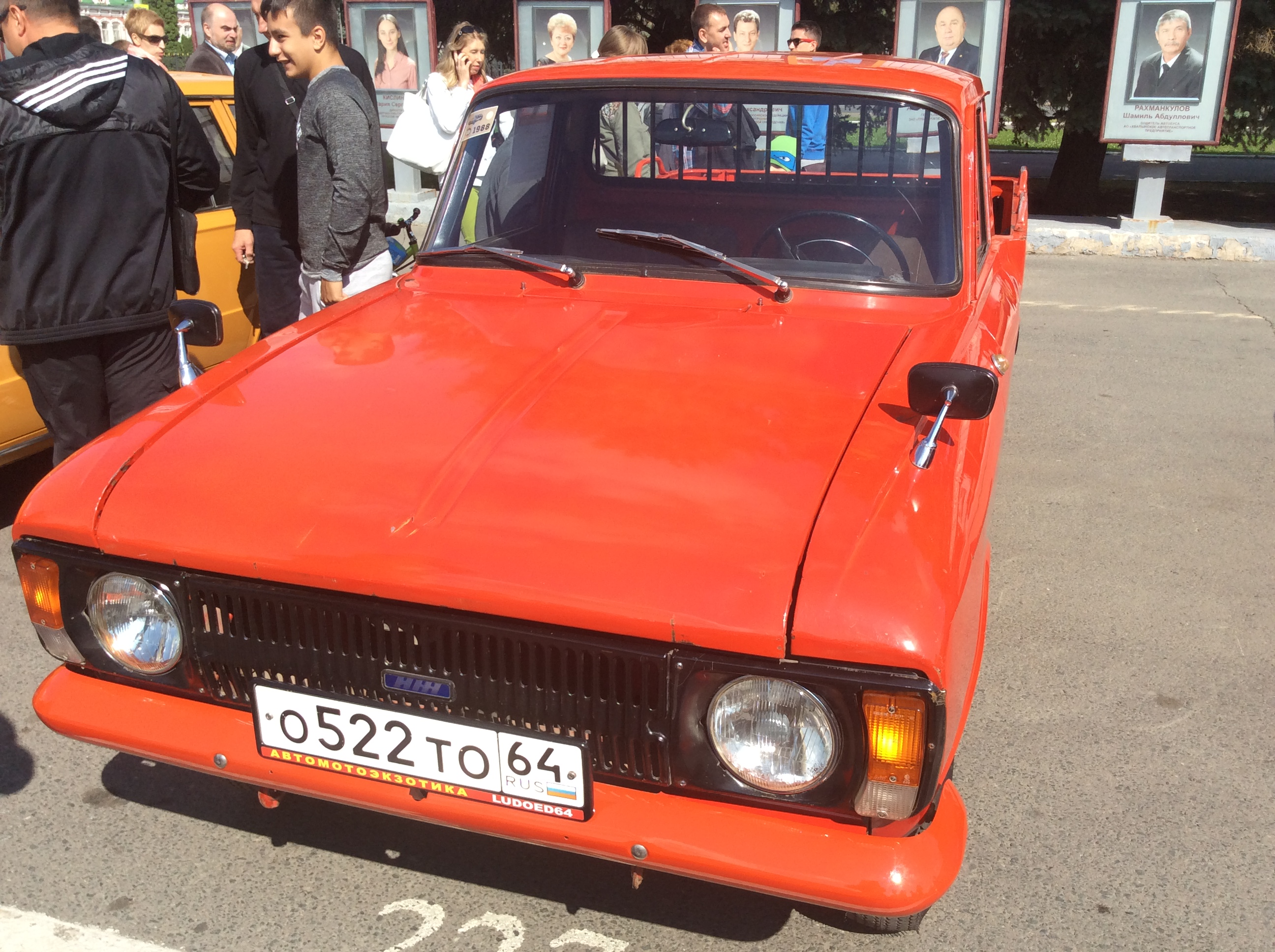
ISCH-27151-011-01
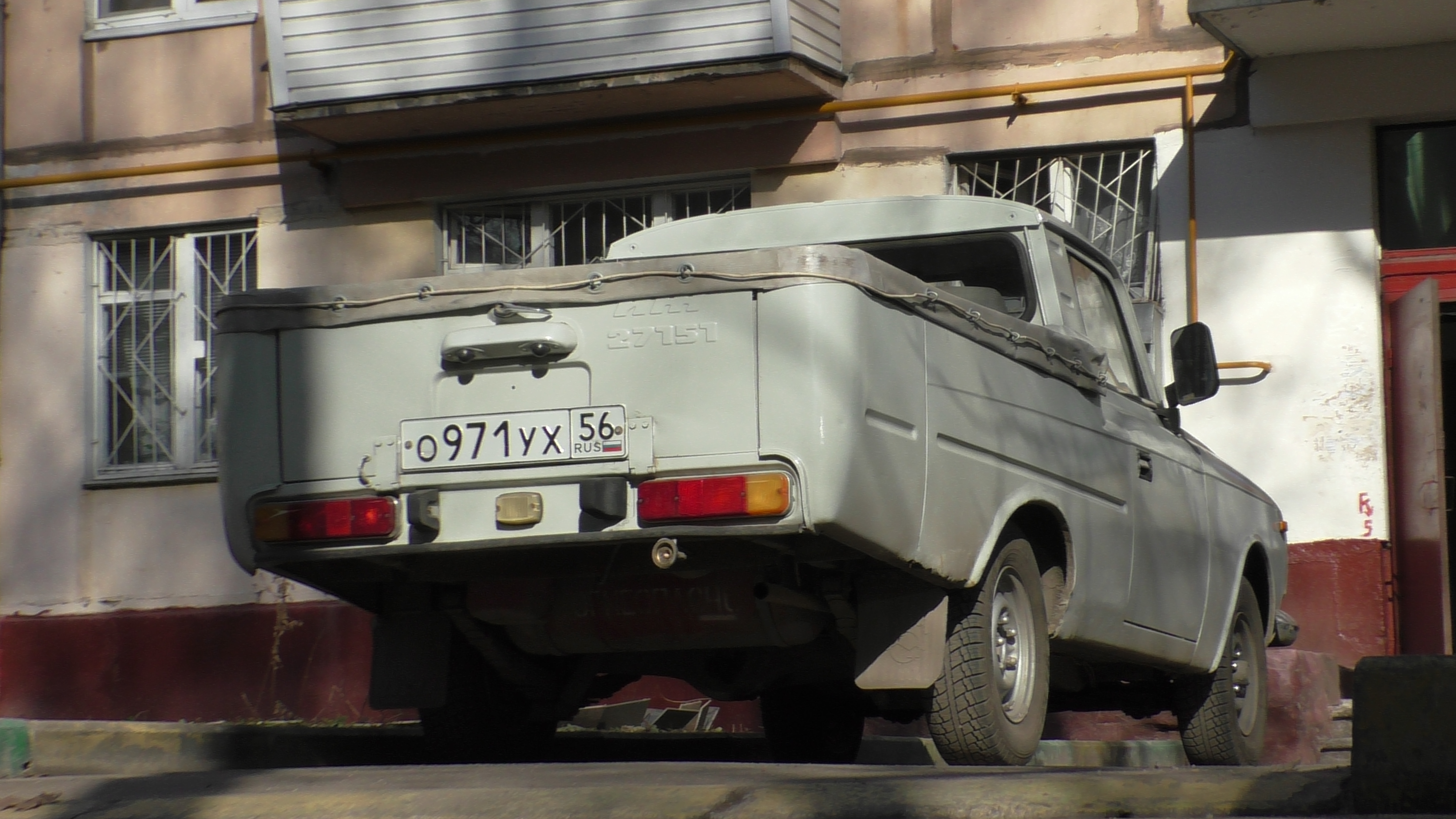
ISCH-27151 "Elite Pick-up" (Exportversion)
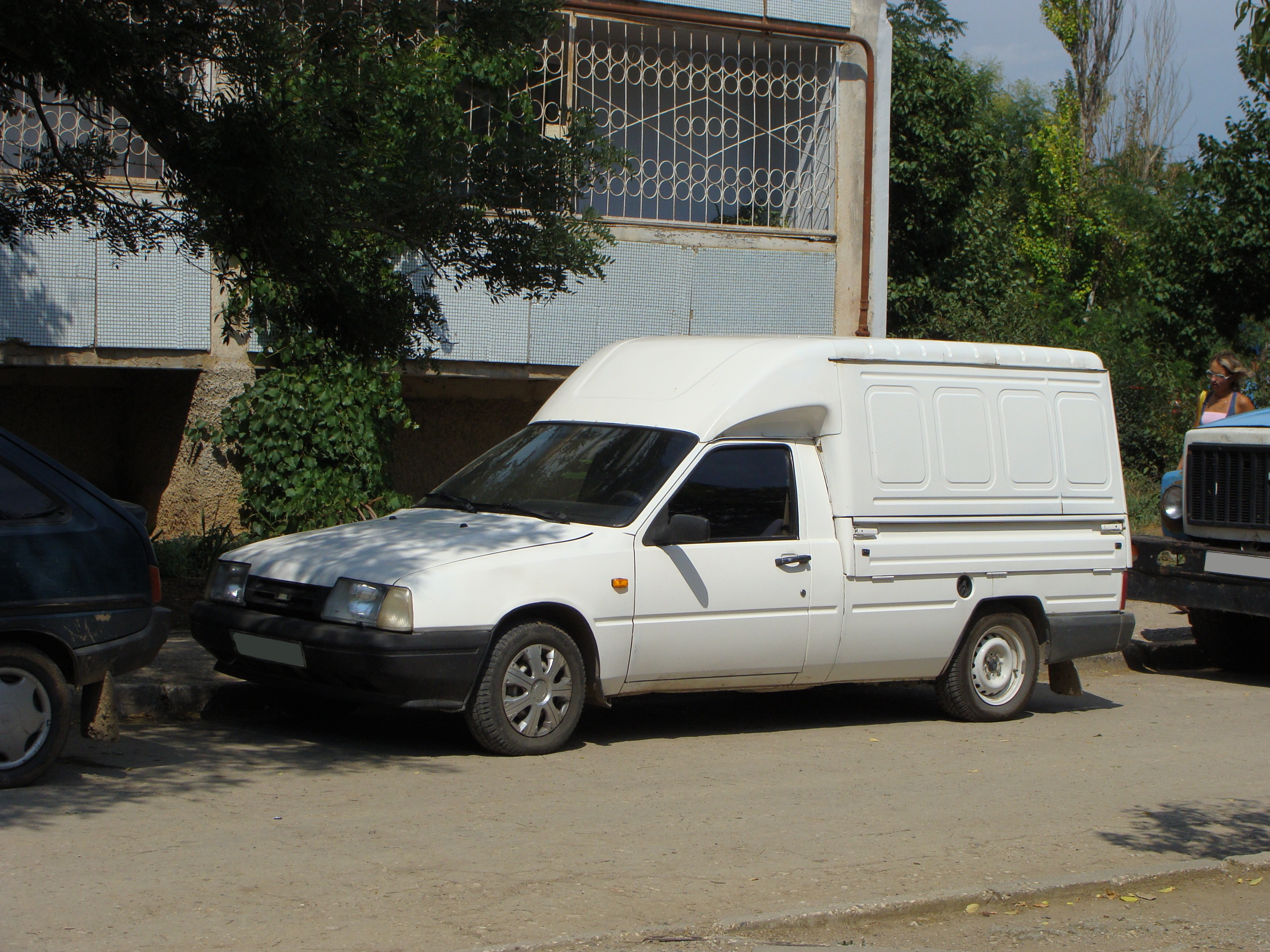
ISCH-2717
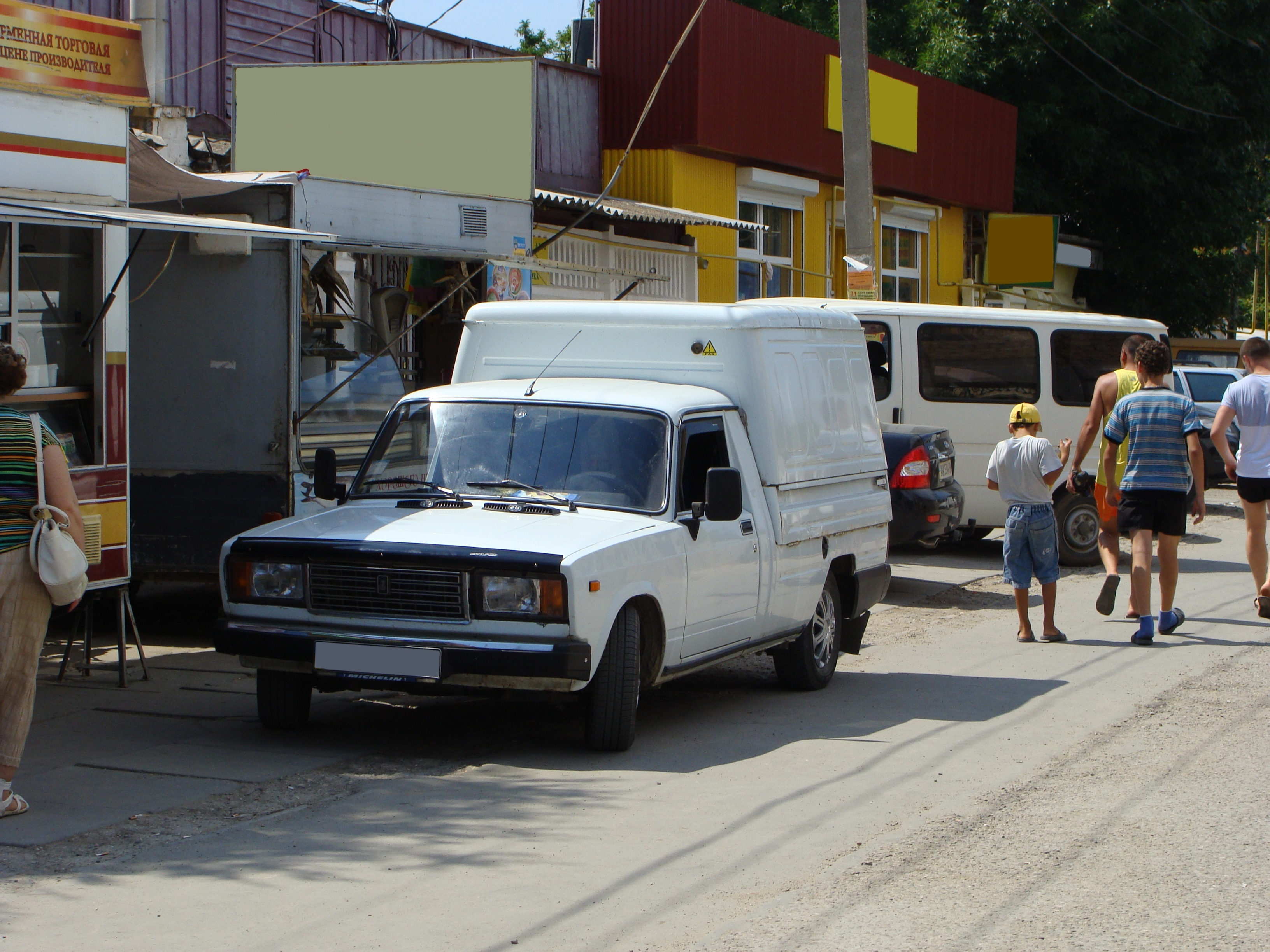
ISCH-27175